# Abahlali baseMjondolo
Abahlali baseMjondolo – niezależny socjalistyczny ruch społeczny ubogich mieszkańców osiedli nieformalnych w Południowej Afryce. Powstał w 2005 w Durbanie i stał się jednym z największych i najbardziej wpływowych ruchów oddolnych w kraju po upadku apartheidu. Ruch zrzesza obecnie ponad 150 000 członków w 93 oddziałach w czterech prowincjach: KwaZulu-Natal, Gauteng, Mpumalanga i Eastern Cape.

## Historia
Ruch narodził się w kwietniu 2005 w wyniku protestu około 750 mieszkańców osiedla Kennedy Road w dzielnicy Clare Estate w Durbanie, którzy zablokowali jedną z głównych dróg. Protest był odpowiedzią na wieloletnie zaniedbania ze strony władz oraz niespełnione obietnice dotyczące poprawy warunków życia i zapewnienia mieszkań.
Od początku istnienia Abahlali baseMjondolo spotyka się z represjami – w tym groźbami, przymusowymi eksmisjami, policyjną brutalnością, a nawet zabójstwami działaczy. Do 2025 co najmniej 25 osób związanych z ruchem zostało zamordowanych.

## Działania
Od 2005 ruch przeprowadził szereg wielkich marszów oraz angażował się w różnorodne formy działania bezpośredniego, takie jak okupacje ziemi, samodzielne podłączanie dostępu do wody i energii elektrycznej, a także taktyczne wykorzystywanie sądów. Często wyrażał stanowiska antykapitalistyczne, wzywał do realizacji idei „żywego komunizmu” i domagał się wywłaszczenia prywatnych gruntów na potrzeby publicznego budownictwa mieszkaniowego. Ponadto zorganizował wiele akcji polegających na zajmowaniu ziemi.
Kampanie na rzecz uzyskania dobrze zlokalizowanej ziemi miejskiej pod budownictwo społeczne oraz okupacje nieużytkowanych terenów rządowych stanowią centralny element działalności ruchu, podobnie jak sprzeciw wobec eksmisji. Ruch wielokrotnie posługiwał się hasłem „Prawo do miasta”, podkreślając, że lokalizacja mieszkań ma kluczowe znaczenie. Domaga się modernizacji istniejących osiedli slumsów w ich obecnym miejscu, a nie relokacji mieszkańców na obrzeża miast.
Ruch zorganizował wiele inicjatyw opartych na wzajemnej pomocy, takich jak żłobki, kuchnie społeczne oraz ogrody warzywne. Prowadzi również projekty edukacji politycznej m.in. poprzez swój University Abahlali baseMjondolo, w ramach którego odbywają się regularne seminaria. Dodatkowo działa tam Szkoła Frantza Fanona — szkoła polityczna zlokalizowana w Komunie eKhenana. Działania te mają na celu budowanie alternatywnej formy wspólnoty i odporności wobec marginalizacji ze strony państwa.

### UnFreedom Day
Od 2006 Abahlali organizuje coroczne obchody tzw. UnFreedom Day („Dnia Nie-Wolności”) jako alternatywę dla oficjalnego Dnia Wolności (Freedom Day), obchodzonego 27 kwietnia na pamiątkę pierwszych demokratycznych wyborów w RPA z 1994. Według członków ruchu wolność wciąż nie została osiągnięta, gdyż miliony obywateli nadal nie mają dostępu do ziemi, mieszkań, elektryczności czy pracy.

## Ideologia
Ruch działa jako demokratyczny, autonomiczny ruch oddolny, którego celem jest obrona godności ludzkiej, prawa do ziemi, dachu nad głową oraz tworzenie wspólnot opartych na solidarności, trosce i samodzielności. Ruch postuluje, że decyzje powinny być podejmowane bezpośrednio przez osoby, których dotyczą – bez pośrednictwa partii politycznych, organizacji pozarządowych czy donorów zagranicznych.
Abahlali odrzuca przywództwo elit, akademików czy NGO-sów działających „dla ubogich”, zamiast „razem z nimi”. Kluczową rolę odgrywa w nim budowanie teorii i praktyki politycznej „z dołu”, poprzez codzienne działania, debaty, spotkania oraz przekaz ustny – m.in. w formie pieśni czy lokalnych uniwersytetów, takich jak University Kennedy Road.
Niekiedy ruch opisywany jest jako anarchistycznym lub autonomistycznym. Wynika to głównie z faktu, że jego praktyka blisko odpowiada podstawowym zasadom anarchizmu, takim jak decentralizacja, sprzeciw wobec narzuconych struktur hierarchicznych, demokracja bezpośrednia oraz uznanie nierozerwalnego związku między środkami a celami działania. Mimo to sam ruch nigdy nie definiował się ani jako anarchistyczny, ani jako autonomistyczny. Według słów Zikode, celem Abahlalismu jest dążenie do „etyki życia komunizmu”. Ruch często opisuje swoją działalność jako budowanie „socjalizmu oddolnego”, a niekiedy określa się wręcz jako komunistyczny. Duże zgromadzenia publiczne rozpoczynają się od odśpiewania Międzynarodówki, a nawiązując do dziedzictwa zmarłego aktywisty Lindokuhle Mnguni, ruch często posługuje się hasłem: „Socjalizm albo śmierć”.
Abahlali baseMjondolo aktywnie wyraża solidarność z ruchami oporu na całym świecie, m.in. w Palestynie, Demokratycznej Republice Konga i Eswatini. Ruch podkreśla, że walka z uciskiem ma charakter globalny i wymaga globalnej solidarności.